# Manafwa (district)
Pour la ville, voir Manafwa.
Le district de Manafwa est un district de l'est Ouganda frontalier du Kenya. Sa capitale est Manafwa.

## Histoire
Ce district a été créé en 2005 par séparation de celui de Mbale.